# Domenico Gabrielli
Domenico Gabrielli (Bolonia, 15 de abril de 1651 o 19 de octubre de 1659 - Bolonia, 10 de julio de 1690) fue un compositor y violonchelista italiano. También fue conocido como Minghino del violoncello.

## Biografía
Tras haber sido alumno de Legrenzi, en 1680 fue violonchelista en la Capilla de San Petronio de Bolonia y llegó a ser miembro de la Academia Filarmónica. Debido a sus prolongadas ausencias, fue excluido temporalmente de la Capilla (1687-1688) y estuvo al servicio de la Corte de Módena antes de recuperar su puesto en Bolonia.
Compuso una docena de óperas que fueron representadas en Bolonia, Venecia y Módena, tres oratorios interpretados en Bolonia y Florencia y varias cantatas. Se publicaron sus obras Balleti, Gighe, Correnti, Alemanda e Sarabande a violino e violone (1684), Cantate a voce sola (1691). En manuscrito se conservan Ricercari per violoncello solo, así como diversas obras instrumentales.
- Datos: Q445589